# Thomas Story
Thomas Story (Kirklinton, 1670 – Ruscombe, 1742) è stato un predicatore e teologo britannico.
Quacchero, era amico di William Penn e ricoprì incarichi di responsabilità in Pennsylvania.

## Biografia

### I primi anni
Nato attorno al 1670 nella parrocchia di Kirklinton, nei pressi di Carlisle, era figlio di primo letto di Thomas Story, di Justice Town, e fratello minore di George Warter Story. Studiò alla scuola di grammatica di Carlisle ed acquisì nozioni di equitazione e di musica, oltre che di legge sotto la direzione di Richard Gilpin al castello di Scaleby, nel Cumberland. Nel 1687 si stabilì a Carlisle.

### Quacchero
Secondo il resoconto steso dallo stesso Story, la sua conversione alla fede dei quaccheri avvenne il 1º aprile 1689, "[...] bruciò i suoi strumenti musicali e si svestì di tutto ciò che gli era superfluo". Nel 1693 iniziò a predicare. In quell'anno incontrò per la prima volta William Penn che, alla sua decisione di stabilirsi a Londra (1695), lo assistette nel trovare un impiego presso la locale comunità quacchera. Venne nominato segretario della Society of Friends, ottenendo inoltre il compito di organizzare gli incontri di quartiere per i fedeli. In queste occasioni ebbe modo di parlare della fede quacchera con lady Frances Spencer, contessa di Carlisle, con sir John Rhodes di Balbur Hall, nel Derbyshire, con sir Thomas Liddell di Ravensworth Castle, nel Northumberland e addirittura con lo zar Pietro il Grande quando questi visitò l'osservatorio di Greenwich nell'ambito della sua Grande Ambasciata, occasione nella quale gli fece dono della versione latina dell'Apologia di Robert Barclay. Ebbe modo di discutere anche con Henry Lowther, III visconte Lonsdale sulle prime teorie metodiste.
Story accompagnò l'amico Penn in Irlanda nel 1698, risiedette con lui a Shangarry, e si portò in visita a suo fratello George che era decano a Limerick.

### In America
Nel novembre del 1698 Story salpò alla volta della Pennsylvania dove, su richiesta di Penn, che lo seguì poco dopo, rimase sedici anni. Venne prescelto come primo segretario della congregazione per la città di Philadelphia il 25 ottobre 1701 e divenne membro del consiglio di stato, conservatore del sigillo, responsabile degli archivi e venne eletto persino sindaco di Filadelfia nel 1706, ma desistette poco dopo la nomina non ritenendosi degno di tale onore e venendo costretto a pagare una multa di 20 sterline.
Story fu inoltre tesoriere della Pennsylvania Land Company, gruppo al quale lasciò le proprie terre al momento del suo ritorno in patria. James Hoskins, nel suo Pennsylvania Bubble bubbled by the Treasurer del 1726, lo accusò di appropriazione indebita, ma Story non venne mai accusato formalmente di alcun crimine. Durante la sua permanenza in Pennsylvania, Story viaggiò per predicare e visitò la Giamaica e le Barbados. Si sposò in America ma perse la moglie dopo sei anni di matrimonio.

### Gli ultimi anni
Il 6 dicembre 1714 Story fece ritorno a Londra ed il 12 dicembre era già all'opera a predicare ad un incontro della congregazione quacchera che si tenne a Gracechurch Street. La sua predicazione ad Oxford poco tempo dopo si scagliò contro la moda dei suoi tempi, creando disturbo tra i membri della società locale.
Nel 1715, si portò in Olanda con William Sewel come interprete. Predicò quindi l'anno successivo in Irlanda. A Limerick divenne una vera attrazione dato che tutti sapevano che era il fratello del decano locale, il quale pur non condividendo le sue idee non lo ostacolava; suo cugino Charles Story, prebendario a Limerick, prese parte ai suoi incontri. A Kilkenny Story venne arrestato ma rilasciato poco dopo malgrado il vescovo di Ossory gli avesse comminato tre mesi di pena detentiva.
Nel 1717 Story si portò in Scozia, a Ury. L'anno successivo fu al letto di morte e poi al funerale di William Penn. Iniziò a frequentare la città di Bath ed a Justice Town acquistò la casa di suo padre da sua cognata nel 1723 e si dedicò alla botanica, dedicandosi ad allevare specie autoctone di piante ed alberi inglesi ed americani. Morì, paralizzato da tempo, il 24 giugno 1742, venendo sepolto nel cimitero dei quaccheri di Fisher Street, a Carlisle, il 26 giugno successivo. Da sua moglie Anne, figlia di Edward Shippen, primo sindaco di Philadelphia nel 1701, Story non aveva avuto eredi. Nel suo testamento, redatto nel 1741, volle che tutte le sue terre in Inghilterra ed in Pennsylvania fossero vendute e le rendite concesse a sua sorella Ann ed alle sue due figlie. Il suo patrimonio personale in denaro, invece, venne dato integralmente ai poveri quaccheri e per l'istruzione dei figli dei quaccheri di Clerkenwell.

## Opere
Diversi sermoni di Story vennero raccolti dopo la sua morte nell'opera Discourses delivered in the Public Assemblies of the People called Quakers in diverse edizioni (1738, 1744, 1764). Oltre a queste carte, Story pubblicò:
- ‘Reasons why those of the … Quakers challenged by George Keith to meet him … refuse,’ 1696.
- ‘A Word to the Wise,’ also in answer to Keith, 1697; ripubblicato come ‘A Word to the Well Inclin'd,’ 1698.

Il suo diario, pubblicato a Newcastle nel 1747, contiene i resoconti della sua opera missionaria e le sue interviste con persone d'alto rango. L'opera venne ripubblicata con commenti di John Kendall (1726–1815) nel 1786, nel 1832 ed infine a Philadelphia nel 1846.